# Marc Silvestri
Pour les articles homonymes, voir Silvestri.
Marc Silvestri est un dessinateur et éditeur de comics américain, né le 29 mars 1958.

## Biographie
Marc Silvestri est né à Palm Beach en Floride. Sa famille emménage à Chicago quand il avait quatre ans. Bien qu'il dessinait beaucoup dans son enfance, rien ne le prédisposait à travailler dans les comics. En 1981, un cousin lui signale que DC Comics propose un concours lors d'une convention à Chicago. C'est son frère aîné qui le pousse à présenter un portfolio qui sera retenu par Joe Orlando. Il travaille pour DC durant quelques années sur des comics d'horreur comme House of Mystery, Ghosts et Weird War Tales.
En 1987, il part s'installer en Californie et commence sa carrière chez Marvel Comics sur des titres comme Conan ou Web of Spider-Man, et se fait connaître comme dessinateur de la série Uncanny X-Men, poste qu'il occupe jusqu'en 1990. Il passe ensuite deux ans à crayonner son spin-off Wolverine.
En 1992, Silvestri se joint à six autres artistes (Jim Lee, Whilce Portacio, Rob Liefeld, Erik Larsen, Todd McFarlane et Jim Valentino) pour former la société Image Comics où il lancera la série Cyberforce. Les séries de Silvestri seront publiées sous le label Top Cow. Ses responsabilités d'éditeur lui laisseront de moins en moins de temps pour dessiner lui-même.
Les succès notables de Top Cow incluent les séries Witchblade et The Darkness dont Silvestri dessinera les premiers épisodes scénarisés par Garth Ennis.
En 2004, Silvestri travailla brièvement pour Marvel en crayonnant quelques numéros des X-Men, en collaboration avec le scénariste Grant Morrison.
Il s'est depuis attelé à une nouvelle série pour son studio, Top Cow Productions, Hunter Killer scénarisée par Mark Waid.
A la fin des années 2000, il se reconvertit vers le cinéma. Il est le producteur délégué sur l'adaptation au cinéma de Wanted : Choisis ton destin (2008) et du film L'Agence tous risques (2010).

## Publications en français
- Conan - La Forêt ténébreuse, Mon journal (1985)
- La Vengeance du Monolithe vivant, Éditions Lug (1986)
- X-Men contre Vengeurs, Éditions Lug (1988)
- Les Étranges X-Men - Le Retour des Brood, Semic (1990)
- Serval - numéros 16 à 25, Semic (1992-1993)
- Serval - Dossier Serval, Semic (1993)
- Cyber Force :
  - Killer instinct, Semic (1996)
  - Ripclaw face aux Gunmen, Semic (1996)
  - recueil, Semic (1996)
  - Cyber Force 5, Semic (1996]
  - Cyber Force 6, Semic (1996)
  - tome 1, Éditions USA (1996),  (ISBN 2-911033-25-6)
  - tome 2, Éditions USA (1997),  (ISBN 2-911033-32-9)
  - tome 3, Éditions USA (1997),  (ISBN 2-911033-28-0)
  - tome 5, Éditions USA (1997),  (ISBN 2-911033-30-2)
- Spawn 13, Semic (1997)
- X-Men - Une seconde chance, Bethy (1998)  (ISBN 2-912320-26-7)
- The Darkness, chez Éditions USA et Semic (Delcourt 1-5 Vol intégrale)
- Hunter Killer (Delcourt collection « Contrebande »)
  - Révélations (2006)
  - Sélection naturelle (2007)
  - Évolution (2007)
- The Marc Silvestri Sketchbook, (2004) (Top Cow / Image Comics)
- Wanted : Choisis ton destin, (2008) (Top Cow / Image Comics / Delcourt)
- Witchblade, Top Cow/image comics, chez Éditions USA et Semic (Delcourt 1-6 Vol intégrale)
- The Art of  Marc Silvestri, 2008 (Top cow /Image Comics) (en)
- Wolverine : L'intégrale 1991 (2022) (Marvel / Panini Comics)
- Batman & Joker Deadly Duo, 2023 (DC Comics /Urban Comics)
- X-Men : L'intégrale 1988 (vol I), 2023 (Marvel / Panini Comics)
- X-Men : L'intégrale 1988 (vol II), 2024 (Marvel / Panini Comics)

- Cover art variants : WildC.A.T.'s, More Than Mortal, Cherish, Proximity Effect, Battle Of The Planets, The Uncanny X-Men, New X-Men, Venom, Moon Knight, Ghost Rider ...